# Rhyacophila niizakiensis
Rhyacophila niizakiensis är en nattsländeart som beskrevs av Kobayashi 1976. Rhyacophila niizakiensis ingår i släktet Rhyacophila och familjen rovnattsländor. Inga underarter finns listade i Catalogue of Life.